# Atanasios Pafilis
Atanasios (Tanasis) Pafilis, gr. Θανάσης Παφίλης (ur. 8 listopada 1954 w Ftiotydzie) – grecki polityk i prawnik, poseł do Parlamentu Europejskiego i parlamentarzysta krajowy.

## Życiorys
Ukończył szkołę prawa na Uniwersytecie Arystotelesa w Salonikach. W 1991 został członkiem komitetu centralnego Komunistycznej Partii Grecji. Od 1989 do 1993 był deputowanym do Parlamentu Hellenów. Pełnił funkcję sekretarza generalnego Światowej Rady Pokoju oraz sekretarza generalnego krajowego komitetu na rzecz pokoju.
W 2004 z ramienia KKE uzyskał mandat posła do Parlamentu Europejskiego. W wyborach w 2009 uzyskał reelekcję. Przystąpił do grupy Zjednoczonej Lewicy Europejskiej i Nordyckiej Zielonej Lewicy, a także do Komisji Rozwoju Regionalnego.
Odszedł z Europarlamentu w październiku 2009 po wyborach krajowych i objęciu mandatu deputowanego do Parlamentu Hellenów, który utrzymywał w kolejnych wyborach w maju 2012, czerwcu 2012, styczniu 2015, wrześniu 2015, 2019, maju 2023 i czerwcu 2023.